# Pranas Žeimys
Pranas Žeimys (* 5. Februar 1957 in Barzdžiai, Rajongemeinde Kretinga) ist ein litauischer Politiker.

## Leben
Nach dem Abitur 1975 an der Mittelschule Skuodas absolvierte er 1978 die Luftfahrtschule Riga und 1987 die Akademie für Zivilluftfahrt Leningrad (Russland). Von 1979 bis 1983 lernte er Englisch in Moskau, Kiew und am Norwich Institute for Language Education.
Von 1997 bis 2000 und von 2001 bis 2006 war er Bürgermeister von Palanga.
Ab 1993 ist er Mitglied von Tėvynės sąjunga und 2012 wurde er ins Seimas gewählt.

## Quelle
- Pranas Žeimys (Memento vom 2. Juni 2013 im Internet Archive)

| Personendaten    | Personendaten                     |
| ---------------- | --------------------------------- |
| NAME             | Žeimys, Pranas                    |
| KURZBESCHREIBUNG | litauischer Politiker             |
| GEBURTSDATUM     | 5. Februar 1957                   |
| GEBURTSORT       | Barzdžiai, Rajongemeinde Kretinga |